# Оружане снаге Новорусије
Оружане снаге Новорусије (рус. Вооружённые силы Новоросcии, ВСН) је војна сила Новорусије, која је према самоопису „оформљена да би заштитила територију државе Новорусије, спречавајући војну агресију других држава, као и борби против тероризма и екстремизма на територији Новорусије“.
У саставу оружаних снага налазе се:
- Народна милиција ДНР
- Народна милиција ЛНР
- јединице самоодбране
- Армија Југоистока

У јулу 2014. године у саставу оружаних снага у настајању налазило се око 20.000 војника. Августа 2014. године ДНР је имала 200 оклопних возила, које је прикупила из резерви или заробљавањем од противничке стране.
Током руске инвазије на Украјину, снаге су званично укључене у састав Руске Федерације 31. децембра 2022. године, након што је Русија анектирала окупиране територије Доњецка и Луганска.